# ベラムコンダ・シュリーニヴァス
ベラムコンダ・サイ・シュリーニヴァス (1993年1月3日 - ) は、インドの映画俳優。テルグ語映画で活動している。映画監督ベラムコンダ・スレシュの息子。アクションコメディーのデビュー作『Alludu Seenu』(2014年) における演技が評価されてフィルムフェア賞南インド映画部門の最優秀新人男優賞を受賞した。

## 職業
ベラムコンダは2014年に映画プロデューサーである父スレーシュにより製作されたテルグ語映画『Alludu Seenu』でデビューした。この映画でサマンタを相手役としてプラカーシュ・ラージと共に主役を演じた。
同年、同じく父スレーシュにより製作された『Rabhasa』で主役を演じたが興行的には失敗に終わった。
2016年にはタミル語の大ヒット作『Sundarapandian』のテルグ語リメイク版である『Speedunnodu』でソナリカ・バドリアやプラカーシュ・ラージと共に主役を演じた。また『Jaya Janaki Nayaka』 (2017年) でラクル・プリート・シン、『Saakshyam』 (2018年) でプージャー・ヘーグデー、『Kavacam』 (2018年) でカージャル・アグルワールとメフリーン・ピルザダ、『シータ』 (2019年) で再びアグルワールをそれぞれ相手役として主役を演じた。また、タミル語映画の大ヒット作『Ratsasan』のテルグ語リメイク版『Rakshasudu』 (2019年) でも主役を演じ、アヌパマ・パラメスワランの相手役を務めた。2021年には映画『Alludu Adhurs』にてナバ・ナテシュとアヌ・エマニュエルと共に主役を演じた。
2020年11月、テルグ語映画『Chatrapathi』(2005年) のヒンディー語リメイク版への出演が発表された。この出演は彼のボリウッドデビューとなる。監督は彼のデビュー作『Alludu Seenu』も手がけたV・V・ヴィナヤクである。

## 引用
1. 1 2  “Happy Birthday Bellamkonda Sai Sreenivas: 5 hit films of the actor that should be in everyone’s to-watch list” (英語). The Times of India (2020年1月3日). 2022年9月10日閲覧。
2. ↑  Tamannaah: Alludu Seenu is a fun-filled entertainer | Telugu Movie News.
3. ↑  kavirayani (2016年3月5日). “Bellamkonda’s office seized!”. Deccan Chronicle. 2022年9月10日閲覧。
4. ↑  Boyapati Srinu: Bellamkonda Srinivas remaking Sundarapandian | Telugu Movie News.
5. ↑  kavirayani (2017年6月17日). “Boyapati Srinivas's film is titled Jaya Janaki Nayaka”. Deccan Chronicle. 2022年9月10日閲覧。
6. ↑  “Saakshyam Movie Review {1.5/5}: A real test of patience and endurance of audience”. 2022年9月10日閲覧。
7. ↑  Dundoo (2018年12月7日). “‘Kavacham’ review: Masala-laden armour”. 2022年9月10日閲覧。
8. ↑  “Sonu Sood all set for a mighty Tollywood comeback with ‘Sita’ - Times of India”. The Times of India. 2022年9月10日閲覧。
9. ↑  “Rakshashudu review highlights: A gripping thriller - Times of India”. The Times of India. 2022年9月10日閲覧。
10. ↑  “Kiara Advani to star in 'Chatrapathi' Hindi remake”. The News Minute (2020年11月30日). 2022年9月10日閲覧。